# Lotbinière-Frontenac
Circonscription électorale provinciale du Canada
Lotbinière-Frontenac est une circonscription électorale provinciale du Québec située dans la région de Chaudière-Appalaches. Elle a été créée lors de la réforme de la carte électorale de 2011. 

## Historique
La circonscription de Lotbinière-Frontenac est créée lors de la réforme de la carte électorale de 2011. Elle est composée d'électeurs de trois circonscriptions : Lotbinière (21 365 électeurs), Frontenac (30 005 électeurs) et, de façon plus marginale, Richmond (217 électeurs).
Elle a élu son premier député lors des élections générales de 2012.

## Territoire et limites
Depuis 2011, la circonscription comprend les municipalités suivantes :
- Adstock
- Dosquet
- East Broughton
- Irlande
- Kinnear's Mills
- Laurier-Station
- Leclercville
- Lotbinière
- Notre-Dame-du-Sacré-Cœur-d’Issoudun
- Sacré-Cœur-de-Jésus
- Saint-Adrien-d'Irlande
- Saint-Agapit
- Sainte-Agathe-de-Lotbinière
- Saint-Antoine-de-Tilly
- Saint-Apollinaire
- Saint-Édouard-de-Lotbinière
- Saint-Flavien
- Saint-Fortunat
- Saint-Gilles
- Saint-Jacques-de-Leeds
- Saint-Jacques-le-Majeur-de-Wolfestown
- Saint-Janvier-de-Joly
- Saint-Jean-de-Brébeuf
- Saint-Joseph-de-Coleraine
- Saint-Julien
- Saint-Narcisse-de-Beaurivage
- Saint-Patrice-de-Beaurivage
- Saint-Pierre-de-Broughton
- Saint-Sylvestre
- Sainte-Croix
- Thetford Mines
- Val-Alain

## Liste des députés
| Législature                                                         | Années       | Député | Député           | Parti            |
| ------------------------------------------------------------------- | ------------ | ------ | ---------------- | ---------------- |
| Lotbinière-Frontenac Créée depuis Frontenac, Lotbinière et Richmond |              |        |                  |                  |
| 40e                                                                 | 2012–2014    |        | Laurent Lessard  | Libéral          |
| 41e                                                                 | 2014–2018    |        | Laurent Lessard  | Libéral          |
| 42e                                                                 | 2018–2022    |        | Isabelle Lecours | Coalition avenir |
| 43e                                                                 | 2022–présent |        | Isabelle Lecours | Coalition avenir |

## Résultats électoraux

### Évolution pour les principaux partis
|                                                                                              |
| - Parti libéral - Coalition avenir - Parti québécois - Québec solidaire - Parti conservateur |

### Résultats détaillés
|                                                                                               | Nom                         | Parti            | Nombre de voix | %      | Maj.  |
| --------------------------------------------------------------------------------------------- | --------------------------- | ---------------- | -------------- | ------ | ----- |
|                                                                                               | Isabelle Lecours (sortante) | Coalition avenir | 18 330         | 43,7 % | 4 827 |
|                                                                                               | Christian Gauthier          | Conservateur     | 13 503         | 32,2 % | -     |
|                                                                                               | Christine Gilbert           | Québec solidaire | 3 925          | 9,4 %  | -     |
|                                                                                               | Louise Marchand             | Parti québécois  | 3 688          | 8,8 %  | -     |
|                                                                                               | Normand Côté                | Libéral          | 2 483          | 5,9 %  | -     |
| Total                                                                                         | Total                       | Total            | 41 929         | 100 %  |       |
| Le taux de participation lors de l'élection était de 73,9 % et 565 bulletins ont été rejetés. |                             |                  |                |        |       |

|                                                                                               | Nom                   | Parti               | Nombre de voix | %      | Maj.   |
| --------------------------------------------------------------------------------------------- | --------------------- | ------------------- | -------------- | ------ | ------ |
|                                                                                               | Isabelle Lecours      | Coalition avenir    | 20 360         | 53,8 % | 12 618 |
|                                                                                               | Pierre-Luc Daigle     | Libéral             | 7 742          | 20,5 % | -      |
|                                                                                               | Normand Beaudet       | Québec solidaire    | 3 593          | 9,5 %  | -      |
|                                                                                               | Yohann Beaulieu       | Parti québécois     | 3 591          | 9,5 %  | -      |
|                                                                                               | Réjean Labbé          | Conservateur        | 1 410          | 3,7 %  | -      |
|                                                                                               | Marie-Claude Dextraze | Vert                | 655            | 1,7 %  | -      |
|                                                                                               | Yves Roy              | Citoyens au pouvoir | 304            | 0,8 %  | -      |
|                                                                                               | Daniel Croteau        | Parti 51            | 200            | 0,5 %  | -      |
| Total                                                                                         | Total                 | Total               | 37 855         | 100 %  |        |
| Le taux de participation lors de l'élection était de 69,4 % et 746 bulletins ont été rejetés. |                       |                     |                |        |        |

|                                                                                               | Nom                       | Parti              | Nombre de voix | %      | Maj.  |
| --------------------------------------------------------------------------------------------- | ------------------------- | ------------------ | -------------- | ------ | ----- |
|                                                                                               | Laurent Lessard (sortant) | Libéral            | 19 296         | 49 %   | 7 561 |
|                                                                                               | Luc de la Sablonnière     | Coalition avenir   | 11 735         | 29,8 % | -     |
|                                                                                               | Kaven Mathieu             | Parti québécois    | 6 147          | 15,6 % | -     |
|                                                                                               | Nadia Blouin              | Québec solidaire   | 1 403          | 3,6 %  | -     |
|                                                                                               | Sylvain Rancourt          | Conservateur       | 414            | 1,1 %  | -     |
|                                                                                               | Annie Grégoire-Gauthier   | Option nationale   | 193            | 0,5 %  | -     |
|                                                                                               | Rodrigue Leblanc          | Indépendant        | 143            | 0,4 %  | -     |
|                                                                                               | Denis Cadieux             | Mon pays le Québec | 83             | 0,2 %  | -     |
| Total                                                                                         | Total                     | Total              | 39 414         | 100 %  |       |
| Le taux de participation lors de l'élection était de 73,6 % et 518 bulletins ont été rejetés. |                           |                    |                |        |       |

|                                                                                               | Nom                       | Parti            | Nombre de voix | %      | Maj.  |
| --------------------------------------------------------------------------------------------- | ------------------------- | ---------------- | -------------- | ------ | ----- |
|                                                                                               | Laurent Lessard (sortant) | Libéral          | 17 681         | 43,3 % | 4 956 |
|                                                                                               | Martin Caron              | Coalition avenir | 12 725         | 31,2 % | -     |
|                                                                                               | Kaven Mathieu             | Parti québécois  | 8 629          | 21,1 % | -     |
|                                                                                               | Marie-Christine Rochefort | Québec solidaire | 1 783          | 4,4 %  | -     |
| Total                                                                                         | Total                     | Total            | 40 818         | 100 %  |       |
| Le taux de participation lors de l'élection était de 77,1 % et 675 bulletins ont été rejetés. |                           |                  |                |        |       |